# Croix de cimetière d'Andrésy
La croix de cimetière à Andrésy, une commune du département des Yvelines dans la région Île-de-France en France, est une croix de cimetière datant du Xe siècle. Elle a été classée monument historique le 4 mai 1943.
La croix de cimetière, monolithique, est faite d'une pierre fine qui provient de Conflans. Elle se dresse sur un socle très simple. Cette croix présente tous les caractères de la fin de l'époque carolingienne. 